# 佩魯達

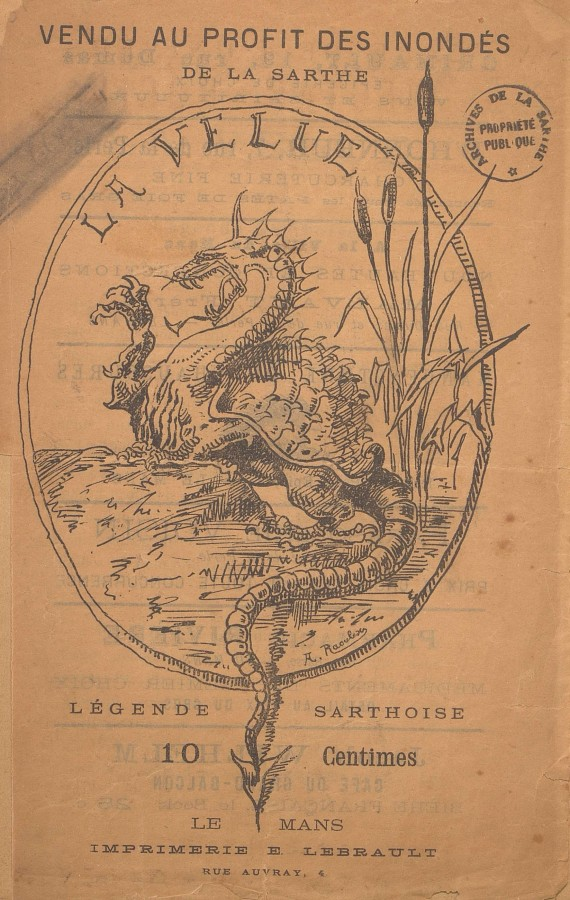
佩魯達

佩魯達（Peluda）是法國北部薩特省流傳的怪物。中世紀，住在尤努河沿線的貝爾納堡一帶，在當地肆虐。

## 概要
蛇頭蛇尾，像龜一樣的腳，渾圓的身體上有綠色的長毛，之中有許多毒刺。會引起洪水或口吐火焰，使作物荒蕪，造成飢饉，也會捕食家畜或人類。最後，牠擄走一位淑女作為餌食，被這位淑女的未婚夫用劍砍斷尾巴，正是牠的弱點，而即刻死亡。

## 脚注
1. ↑  Cordonnier-Détrie (1954), p. 218: "il était recouvert de longs poils verts au milieu desquels émergeaient des pointes acérées dont la piqûre était mortelle".

## 關連項目
- 塔拉斯克